# El. Venizelos
L'El. Venizelos è un traghetto appartenente alla compagnia di navigazione cretese Anek Lines, nave ammiraglia della flotta dal 1992.

## Ordine e costruzione
Terzo di una seria di quattro traghetti gemelli ordinati dalla Stena Line al cantiere navale Stocznia im Lenina di Gdynia, viene varato il 28 ottobre 1984 con il nome di Stena Polonica.
Nel 1986, a causa delle tensioni politiche in Polonia, la costruzione viene interrotta e la Stena Line rescinde il contratto.
Nel 1988, lo scafo incompleto viene acquistato dalla Fred Olsen e, ribattezzato Bonanza, si ha l'intenzione di trasferirlo a Brema, cosa che non avverrà mai.
Nel 1989 viene venduto alla Anek Lines per circa 16,5 milioni di dollari e, giunto il 16 febbraio dello stesso anno ad Eleusi al traino del rimorchiatore Maersk Blazer, da novembre viene sottoposto ai necessari lavori di completamento nei cantieri navali di Perama.
Nel giugno del 1990 viene ribattezzato Kydon II.
Nel 1992 viene ufficialmente completato e consegnato all'armatore.

## Servizio
Ribattezzato El. Venizelos nel giugno del 1992, prende servizio nello stesso mese nei collegamenti tra Il Pireo e Creta. Al momento della sua entrata in servizio era il più grande del Mediterraneo ed il quarto per tonnellaggio nel mondo.
L'8 luglio 1992 viene trasferito nei collegamenti tra Trieste, Ancona, Igoumenitsa, Corfù e Patrasso. Tuttavia, continua ad operare nel periodo invernale anche nei collegamenti tra Il Pireo e Candia.
Nel luglio del 2001 viene noleggiato per una settimana al Governo italiano ed impiegato come hotel galleggiante a Genova durante il G8. Successivamente, torna regolarmente in servizio per Anek Lines.
Il 15 aprile 2003 prende servizio nei collegamenti tra Patrasso, Igoumenitsa e Trieste.
Dal 21 ottobre al 2 novembre 2003 esegue una crociera tra Chania, Il Pireo, Salonicco, Istanbul, Odessa, Yalta, Trebisonda, Salonicco, Chania ed Il Pireo
Dal 2004 al 2012  viene stabilmente noleggiato alla CoTuNav nel periodo estivo ed impiegato nei collegamenti tra Marsiglia, Tunisi e Genova. Nel 2012, con l'ingresso in flotta del nuovo Tanit, CoTuNav ne interrompe il noleggio estivo.

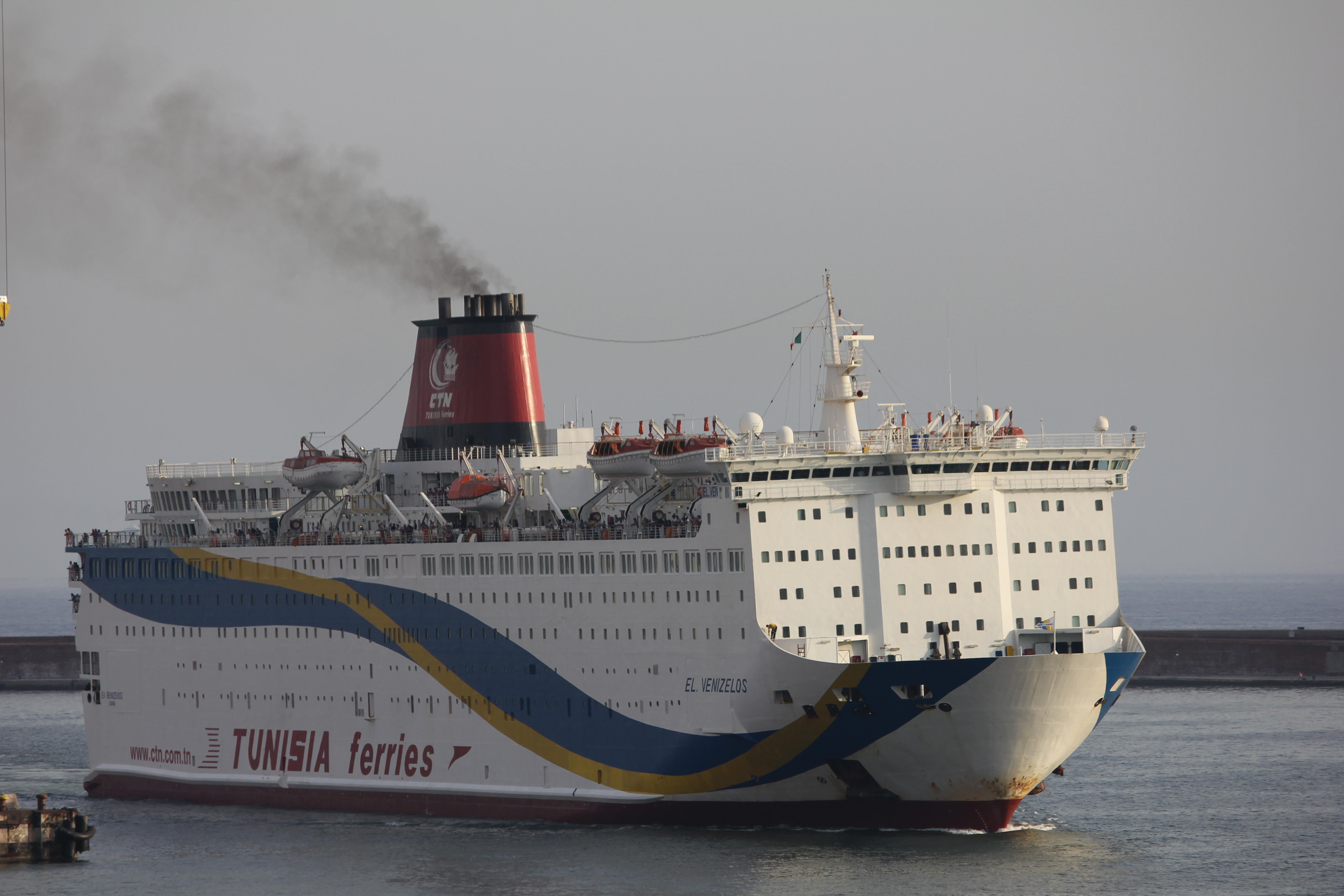
L'El. Venizelos in arrivo a Genova durante il noleggio alla CoTuNav nel 2011.

Nell'ottobre del 2004 prende servizio nei collegamenti tra Patrasso, Igoumenitsa e Trieste.
Il 10 gennanio 2005 viene trasferito sulla Patrasso-Igoumenitsa-Corfù-Venezia.
Terminato a settembre il noleggio estivo per la stagione 2005 a CoTuNav, viene disarmato a Perama. Il 2 ottobre 2005 prende servizio nei collegamenti tra Il Pireo e La Canea.
Terminato a settembre il noleggio estivo per la stagione 2007 a CoTuNav, prende servizio il 5 ottobre nei collegamenti tra Il Pireo e Candia.
Nei primi mesi del 2010 opera nei collegamenti tra Il Pireo, Rodi, Coo, Tino e Mykonos.
Terminato a settembre il noleggio estivo per la stagione 2010 a CoTuNav, il 10 ottobre torna in servizio sulla Pireo-La Canea.
Dal 22 febbraio al 16 marzo 2011 viene impiegato insieme al Lissos per evacuare gli sfollati della guerra civile libica da Misurata, Sirte e Bengasi a Creta, al Pireo e ad Alessandria d'Egitto.
Terminata la serie di noleggi estivi alla CoTuNav il 10 settembre 2011, viene disarmato a Perama 7 giorni dopo.
Dal 4 giugno 2012 al 21 aprile 2013 opera sulla Il Pireo-Chania.
Dal 25 maggio al settembre del 2013 viene noleggiato alla SNCM ed impiegato nei collegamenti tra Marsiglia, Algeri, Tunisi e la Corsica in sostituzione del Napoléon Bonaparte.
Dal 28 gennaio al 1º marzo 2014 viene impiegato come hotel galleggiante per gli sfollati del terremoto nei pressi di Argostoli. Successivamente, viene disarmato a Perama.
Nel luglio del 2014 viene noleggiato alla Go in Sardinia in sostituzione del compagno di flotta Sophocles V. Salpato l'11 luglio dal Pireo, giunge due giorni ad Olbia. Il 15 luglio prende servizio nei collegamenti tra Olbia, Livorno ed Arbatax.
Il 28 agosto successivo Anek Lines ne sospende l'utilizzo per sospetti mancati pagamenti. Altre fonti, invece, rivelano che per 15 giorni, dal 31 luglio al 15 agosto, per un guasto ai motori la nave non ha potuto mantenere la velocità minima prevista nel contratto di nolo, indispensabile per garantire ai passeggeri gli orari di arrivo e partenza. Il fermo improvviso ha creato disagio a migliaia di passeggeri che avevano già acquistato il biglietto o che erano addirittura in attesa di imbarco sulle banchine del porto di Olbia. Il giorno successivo salpa dallo scalo sardo per La Canea.
Dal 2 al 15 settembre 2014 opera nei collegamenti tra Il Pireo e La Canea. Lo stesso giorno, viene disarmato a Salamina.
Dal 14 agosto 2015 viene noleggiato alle autorità greche ed impiegato come nave alloggio a Coo per ospitare gli sfollati provenienti dalla Siria. Dal 19 agosto 2015 viene impiegato, sempre dalle autorità greche, sulla Mitilene-Il Pireo per trasportare i rifugiati.
Nel giugno del 2016 viene noleggiato alla Africa Morocco Link ed impiegato a partire da luglio nei collegamenti tra Algeciras e Tangeri Med. Terminato il noleggio, il 5 ottobre viene disarmato a Perama.
Nel 2017 torna in servizio nei collegamenti tra Il Pireo e Suda.
Nella notte tra il 28 e 29 agosto 2018, durante la navigazione tra Il Pireo e Creta con a bordo 875 passeggeri e 141 membri dell'equipaggio, si è sviluppato un incendio nel garage, costringendo il traghetto a far rientro al porto di partenza. Sottoposto ad intensi lavori di rifacimento a Perama, torna poco tempo dopo in servizio.
Il 25 aprile 2020 viene disarmato a Perama.
Dal 30 giugno al 6 febbraio 2023 viene noleggiato alla Blue Star Ferries ed impiegato nei collegamenti tra Il Pireo e La Canea. L'8 febbraio viene disarmato a Eleusi.
Nel maggio del 2024 torna in servizio nei collegamenti tra Il Pireo e La Canea. Successivamente, viene trasferito nei collegamenti tra Il Pireo e Souda.
A fine aprile 2025 ne viene annunciato il noleggio a lungo termine alla Algérie Ferries, a partire dal giugno dello stesso anno.
Il 24 maggio 2025 termina il servizio nei collegamenti tra Souda e Il Pireo e viene trasferito in cantiere a Perama, dove monta la livrea della compagnia noleggiatrice.
La sera del 15 giugno salpa da Eleusi per Algeri, dove giunge il 19 giugno.
Il 22 giugno prende servizio nei collegamenti tra Algeri e Marsiglia.
Tuttavia, giunto nello scalo francese nella mattinata del 23 giugno, viene subito sequestrato dalle autorità francesi in seguito al rilevamente di alcune carenze a bordo. Il 29 giugno viene dissequestrato ed il giorno successivo torna regolarmente in servizio.
Il 17 luglio 2025 viene annunciata la firma di un accordo per il noleggio a scafo nudo del traghetto per cinque anni, con l'impegno da parte della società noleggiatrice ad acquistare l'unità al momento della scadenza del noleggio.

## Navi gemelle
- Stena Vision (ex Stena Germanica)
- Stena Spirit (ex Stena Scandinavica)
- Stena Baltica (incompleta, non ha mai navigato)